# Jiří Ješ
Jiří Ješ (19. června 1926 Praha – 20. července 2011 Praha) byl český novinář, publicista a komentátor.

## Životopis
Do českého veřejného života vstoupil hned po skončení druhé světové války.
Absolvoval gymnázium Na Smetance. Jako student tehdejší Vysoké školy obchodní a funkcionář Svazu vysokoškolského studentstva byl asistentem zástupce šéfredaktora Svobodného slova dr. Miroslava Koháka, pozdějšího ředitele českého vysílání Rádia Svobodná Evropa v Mnichově. Pravidelně též přispíval do Peroutkových Svobodných novin a týdeníku Dnešek.
Vzhledem k tomu, že jeho otec Štěpán Ješ byl poslancem Prozatímního i Ústavodárného národního shromáždění, měl on sám přístup k vedoucím politikům tehdejší doby. V únoru 1948 byl členem studentské delegace u prezidenta Beneše. Ihned po únorových událostech roku 1948 byl vyloučen ze studia na všech československých vysokých školách a brzy nato zatčen pro písemný styk s uprchlým studentským předákem Emilem Ransdorfem. V roce 1951 byl uvězněn znovu za velezradu a pokus o emigraci, odsouzen byl na devět a půl roku.
Ve vězení strávil celkem pět let. Pak působil v různých podřadných zaměstnáních na severu Čech, kam byla celá rodina z Prahy vystěhována.
Teprve když mu bylo čtyřicet let, mohl se stát organizátorem koncertního života vážné hudby. Zde dosáhl značných úspěchů při celostátním zakládání Kruhu přátel hudby a v této oblasti rozvíjel bohatou publicistickou činnost.
Po roce 1989 se stal nejdříve komentátorem a moderátorem Radiofóra, pak českého vysílání Rádia Svobodná Evropa a současně autorem pravidelných relací stanice Praha Výročí kulatá a nekulatá a Dialogy nad životem. Podílel se rovněž na vysílání Dobrého jitra z Prahy.
V roce 1991 působil krátce jako protokolární úředník Kanceláře prezidenta republiky a v letech 1993 až 1998 byl členem a později (1995-98) předsedou Rady České tiskové kanceláře.
Do své smrti působil v Českém rozhlase 6 – připravoval pravidelné páteční Zamyšlení Jiřího Ješe a občas i jiné publicistické relace. V roce 2007 připravoval pravidelný rozhlasový padesátiminutový měsíčník o politice, hudbě, umění a životě s názvem Hovoří Jiří Ješ.
Jeho hrob je umístěn na Vyšehradském hřbitově.

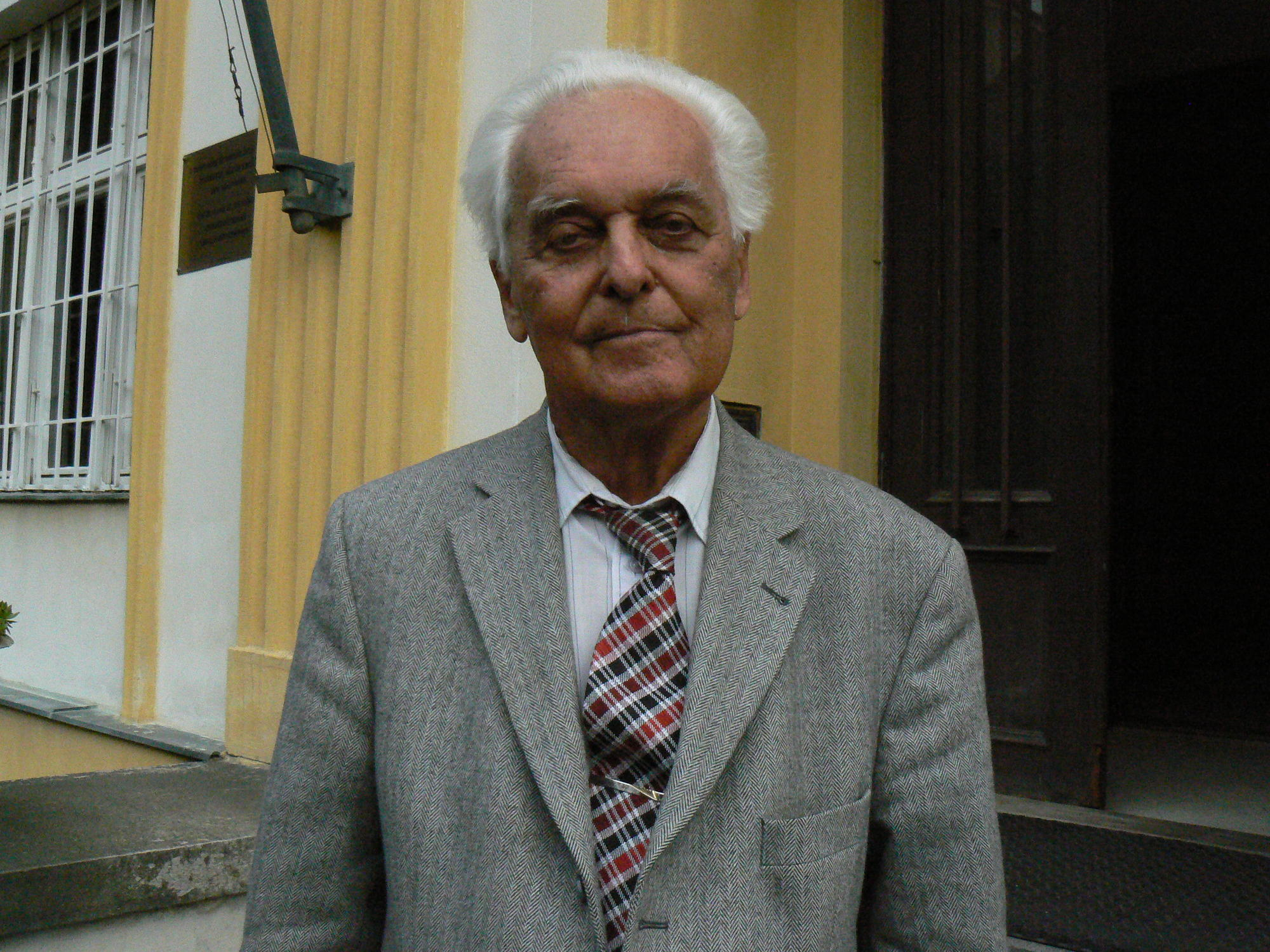
Jiří Ješ v Dykově 14.

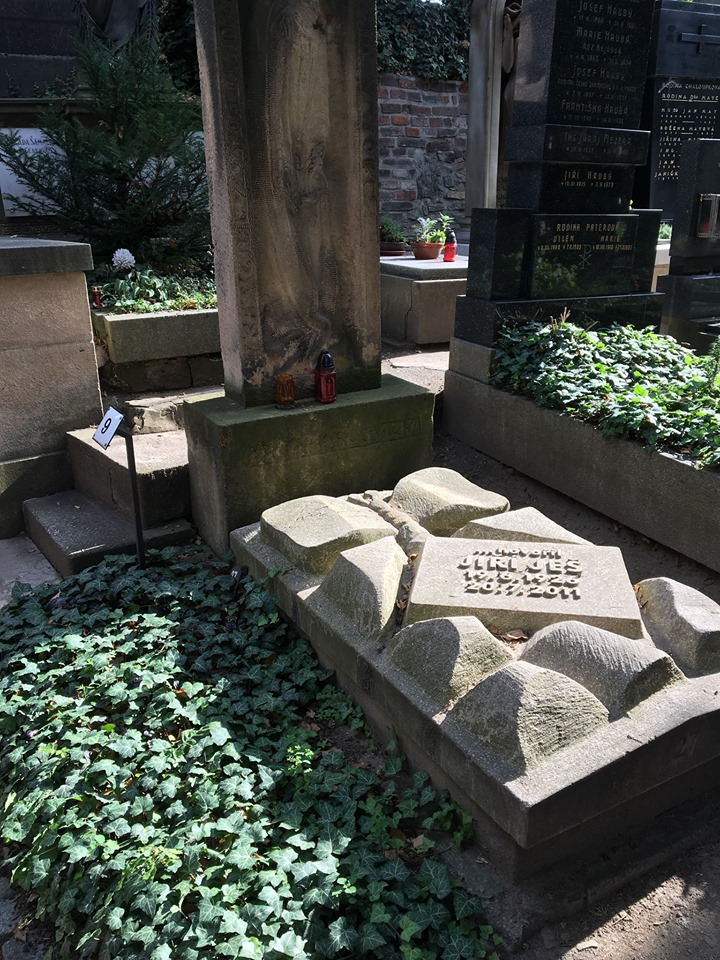
Hrob Jiřího Ješe na pražském Vyšehradském Hřbitově.

### Ocenění
V roce 1995 získal jako první Cenu Ferdinanda Peroutky.
V roce 2011 vstoupil do Síně slávy Českého rozhlasu.

## Autorská tvorba
Je autorem brožury Jak pořádat koncerty vážné hudby (ÚKDŽ 1980), vzpomínkové knihy Co přines čas (Academia 1997), výboru z rozhlasových promluv 1992–1997 Hovořil Jiří Ješ (Brána 1997) a kazety a kompaktní desky Naši presidenti (Český rozhlas 1995).

## Cena Jiřího Ješe
K úctě života a díla Jiřího Ješe uděluje neformální Kruh přátel Jiřího Ješe (KPJJ) zaštítěný např. komentátorem Českého rozhlasu Radkem Kubičkem každoročně většinou u příležitosti Ješových narozenin 19. června Cenu Jiřího Ješe (CJJ) za nejlepší komentář a přínos žánru (rozhlasový) komentář.

### LaureátiCeny Jiřího Ješe
- 2012 Lída Rakušanová[5]
- 2013 Petr Příhoda[6]
- 2014 Jan Macháček
- 2015 Petr Holub
- 2016 Alexandr Mitrofanov[7]
- 2017 Jiří Berounský
- 2018 Jefim Fištejn[8]
- 2019 Kristina Vlachová
- 2020 cena neudělena

2023 Petr Hartman 